# 基兴拉米茨
基兴拉米茨是德国巴伐利亚州的一个市镇。总面积48.48平方公里，总人口3479人，其中男性1715人，女性1764人（2011年12月31日），人口密度72人/平方公里。